# Höllerhof
Höllerhof war ein Ortsteil der Gemeinde Much im Rhein-Sieg-Kreis. Heute gehört der zu Wellerscheid.

## Lage
Höllerhof liegt auf den Hängen des Bergischen Landes. Nachbarorte sind neben Wellerscheid Oberbusch im Nordosten und Hündekausen im Osten. Höllerhof ist über die Bundesstraße 56 erreichbar.

## Einwohner
1901 hatte das Gehöft elf Einwohner. Hier lebten die Haushalte Ackerin Witwe Johann Nussbaum, Ackerin Anna Schneider und Ackerin Witwe Johann Schneider.